# Arisaema minus
Arisaema minus är en kallaväxtart som först beskrevs av Shunsuke Serizawa, och fick sitt nu gällande namn av Jin Murata. Arisaema minus ingår i släktet Arisaema och familjen kallaväxter. Inga underarter finns listade.